# Vicente Aranda
Vicente Aranda Ezquerra (Barcellona, 9 novembre 1926 – Madrid, 26 maggio 2015) è stato un regista e sceneggiatore spagnolo.

## Biografia
Nato a Barcellona, nel 1926 si trasferì in Venezuela, per rientrare in patria alla metà degli anni cinquanta.
Autodidatta, scoprì non giovanissimo la passione per la regia e per il cinema, debuttando nel 1965 con Fata Morgana.
Nel 1992 conquistò il Premio Goya per il miglior film, massimo riconoscimento spagnolo per il cinema con il film Amantes - Amanti (Orso d’Argento per la miglior attrice (Victoria Abril) al Festival internazionale del cinema di Berlino 1991).

## Filmografia
- Fata Morgana (1965)
- Brillante porvenir (1965)
- Las crueles (1969)
- Un abito da sposa macchiato di sangue (La novia ensangrentada) (1972)
- Clara es el precio (1975)
- Cambio di sesso (Cambio de sexo) (1977)
- La Muchacha de las Bragas de Oro (1980)
- Asesinato en el Comité Central (1982)
- Passione violenta (Fanny "Pelopaja") (1984)
- El Crimen del Capitán Sánchez (1984)
- Il tempo del silenzio (Tiempo de silencio) (1986)
- El lute, o cammina o schiatta (El Lute, camina o revienta) (1987)
- Il Lute II - Domani sarò libero (El Lute II: mañana seré libre) (1988)
- Se ti dico che sono caduto (Si te dicen que caí) (1989)
- Los Jinetes del alba (1990)
- Amantes - Amanti (Amantes) (1991)
- L'amante bilingue (El amante bilingüe) (1993)
- Intruso (1993)
- La passione turca (La Pasión Turca) (1994)
- Lumière and Company (episodio, 1995)
- Libertarias (1996)
- Lo sguardo dell'altro (La mirada del otro) (1998)
- Celos - Gelosia (1999)
- Giovanna la pazza (Juana la loca) (2001)
- Carmen (2003)
- Tirante el Blanco (2006)
- Canciones de amor en Lolita's Club (2007)
- Luna Caliente (2009)